# Юханссон, Альма
Альма Юханссон (швед. Alma Johansson; 29 октября 1880, Стокгольм — 31 декабря 1974, Стокгольм) — шведская миссионерка, работавшая в городе Муш в Османской империи в начале XX века. Свидетельница геноцида армян.

## Биография
В 1901 году Миссионерское общество шведских женщин отправило Альму Юханссон в Муш (Западная Армения), где она оставалась до декабря 1915 года. Она работала в немецком приюте для армянских детей. После начала Первой Мировой войны Юханссон стала свидетельницей геноцида армян. Она написала об этом книгах Ett folk i landsflykt: Ett år ur armeniernas historia («Народ в изгнании: один год из жизни армян», 1930) и Armeniskt flyktingliv («Жизнь изгнанных», 1931). Юханссон также дала показания немецким и американским дипломатам, которые были опубликованы позднее.
В 1920—1922 годах Юханссон жила в Константинополе, где помогала спасшимся от геноцида армянским детям-сиротам. В 1923 году переехала в греческий город Салоники и открыла фабрику для более 200 армянских женщин-беженцев. Она также основала армянский детский сад и начальную школу в Харилаосе. В 1941 году, после оккупации Греции странами «оси», вернулась в Швецию.
Умерла 31 декабря 1974 года в Стокгольме. Похоронена на кладбище Скугсчюркогорден.

## Память

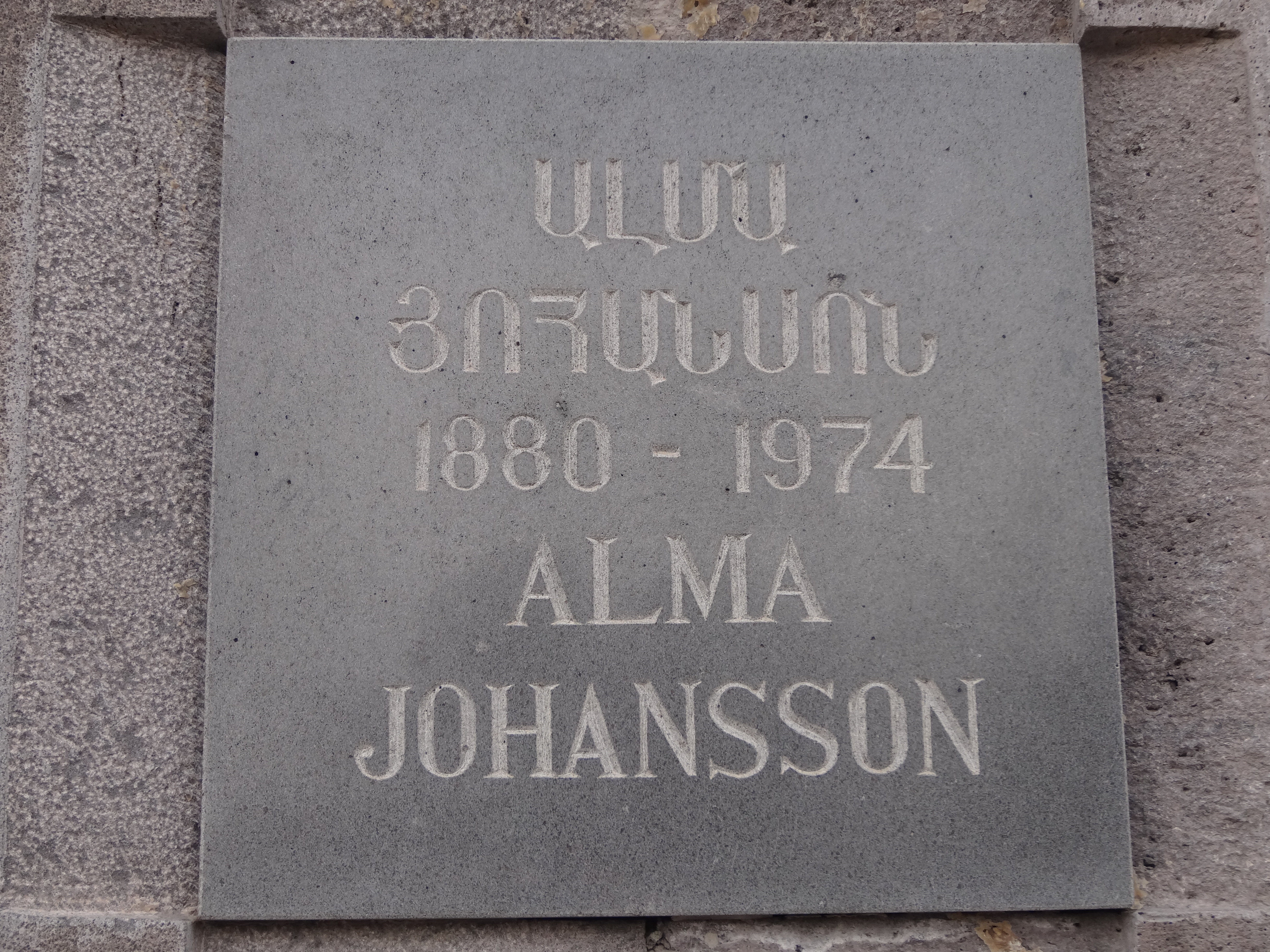
Мемориальная доска в Цицернакаберде (Ереван, Армения)

В 2011 году в Музее-институте Геноцида армян состоялась церемония захоронения земли, привезённой с могилы Альмы Юханссон, и была открыта мемориальная доска. В 2015 году на Аллее благодарности у входа в библиотеку ЕГУ был установлен бюст Альмы Юханссон. В 2015 году о деятельности Альмы Юханссон и четырёх других женщин-миссионерок, ставших очевидцами геноцида армян, был снят фильм «Карта спасения».

## Сочинения
- Альма Юханссон. Народ в изгнании: один год из истории армян, Музей-институт Геноцида армян НАН РА, Ереван, 2008, 148 стр.